# Vojtěch Martinů
Vojtěch Martinů (30. září 1911 Valašské Meziříčí – 4. července 1995 Zábřeh) byl katolický kněz, profesor pastorální teologie a homiletiky, vězeň komunistického režimu.

## Život
Pocházel vážené z rodiny středoškolského profesora. Vzdělání získal nejdříve na reálném gymnáziu v Olomouci v letech 1922–1925 a v Litovli, kde v roce 1930 maturoval. Ke kněžství studoval, velkou iniciátorkou této dráhy byla jeho matka, na Cyrillo-Methodějské bohoslovecké fakultě v Olomouci. Studium dokončil v roce 1935 a témže roce byl vysvěcen na kněze. Se studiem na Cyrillo-Methodějské bohoslovecké fakultě v Olomouci pokračoval, získal zde doktorát teologie, po promoci v roce 1936. V roce 1938 byl na Cyrillo-Methodějskou bohosloveckou fakultu v Olomouci povolán k suplování fundamentální teologie. Od roku 1939 se stal středoškolským profesorem na několika gymnáziích v Československu, a do roku 1948 i v zahraničí. V letech 1948–1950 byl profesorem fundamentální teologie a dogmatiky na diecézním bohosloveckém učilišti v Litoměřicích.

## Věznění komunistickým režimem
V červnu 1949 ho oslovili litoměřický biskup Štěpán Trochta a František Rabas, aby se stal tajným nástupcem generálního vikáře a zástupcem tajného oblastního vikáře pro Litoměřicko. Martinů tyto úkoly přijal. V roce 1949 a 1950 se účastnil několika schůzek vatikánské katolické akce a spolu s představiteli jednotlivých diecézi (prof. Šalša, Dr. Razík, Dr. Valena a další) se přemýšlelo o dalším postupu v postoji církve proti státu. 21. října 1954 byl státní mocí zatčen.
V důsledku uzavření bohosloveckého semináře v Litoměřicích měl Martinů, podle vyšetřovacích spisů, bývalým studentům poskytovat tajné konzultace. ThDr. Vojtěch Martinů veškerou trestnou činnost a protistátní
úmysly přiznal. Z pozdějších výslechů však vyplývá, že tak učinil pod silným tlakem vyšetřovatelů. Dne 20. dubna 1955 byl za trestný čin velezrady odsouzen k osmi letům odnětí svobody (Předseda senátu JUDr. František Hruša, pomocní soudci Ferdinand Zýder a Josef Chmelař, prokurátor JUDr. Jaroslav Nový, obhájce JUDr. Rostislav Zástěra). Při výslechu z důvodu rehabilitace v roce 1970 uvedl: „Všechny mé zápisy, které byly se mnou sepsány, byly formulovány orgány státní bezpečnosti. Byla mně orgánem Státní bezpečnosti, který mě vyšetřoval, dána otázka, přičemž mi bylo řečeno tolik, že mám vypovídat určitým způsobem, který by byl v souladu s požadavkem tohoto orgánu, který mě vyšetřoval.... Bylo na mne působeno psychicky, a to tak, že mi bylo řečeno, že neučiním-li svoji výpověď určitým způsobem, tak jak si přál vyšetřující orgán, že změknu. To tedy znamenalo, že mě dají na samotku do té doby, dokud si nerozmyslím celou věc a neodpovím tak, jak ten orgán chce.“
Do roku 1960 byl pak komunistickým režimem vězněn.

## Návrat k akademické činnosti
Propuštěn z vězení byl na základě amnestie prezidenta republiky v roce 1960. Po propuštění z výkonu trestu pracoval v letech 1960–1968 jako dělník. Bydlel v Novém Městě pod Smrkem. Do pastorace se vrátil až od 1. července 1968. V akademickém roce 1969–1970 vyučoval na Římskokatolické Cyrilometodějské bohoslovecké fakultě v Praze se sídlem v Litoměřicích, pobočce v Olomouci externě (bez oficiálního jmenování, pouze s ústním souhlasem představených) homiletiku. 24. října 1970 byl jmenován na Římskokatolické Cyrilometodějské bohoslovecké fakultě v Praze se sídlem v Litoměřicích, pobočce v Olomouci lektorem pro obor pastorální teologie v akademickém roce 1970–1971. Dne 27. prosince 1971 byl jmenován lektorem pro obor homiletika v akademickém roce 1971–1972. Jeho pedagogické působení mezi bohoslovci bylo ukončeno na konci akademického roku 1971–1972. Poté se vrátil do pastorace. Zemřel 4. července 1995.